# St. Pankraz am Haunsberg

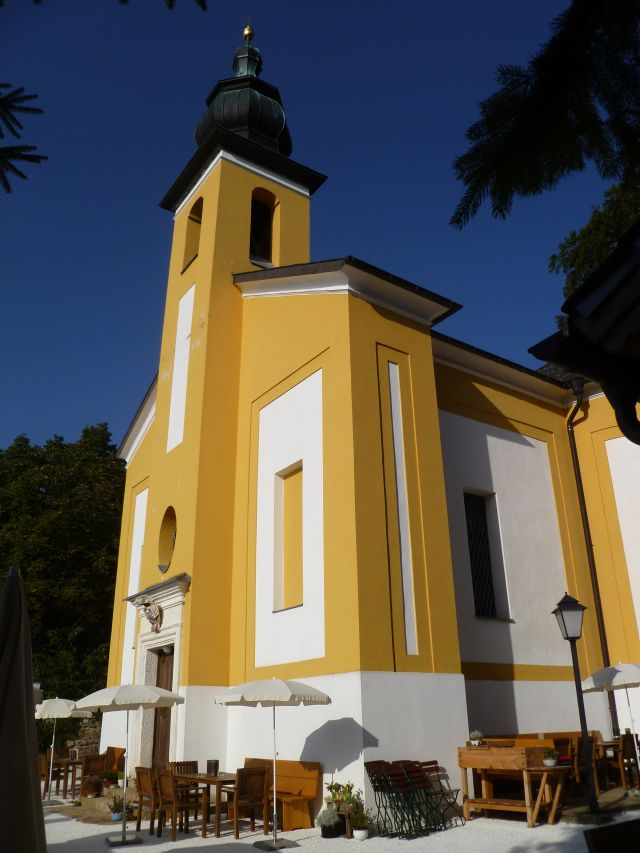
St. Pankraz am Haunsberg

St. Pankraz am Haunsberg ist eine römisch-katholische Filialkirche im Ort Schlößl in der Gemeinde Nußdorf am Haunsberg im Bezirk Salzburg-Umgebung im Land Salzburg. aus dem 18. Jahrhundert stammende Kirche im Norden des österreichischen Bundeslandes Salzburg. Die Kirche unterhalb der Burgruine Haunsberg auf einem Felsvorsprung am Steilhang des Haunsberges steht unter Denkmalschutz.

## Geschichte

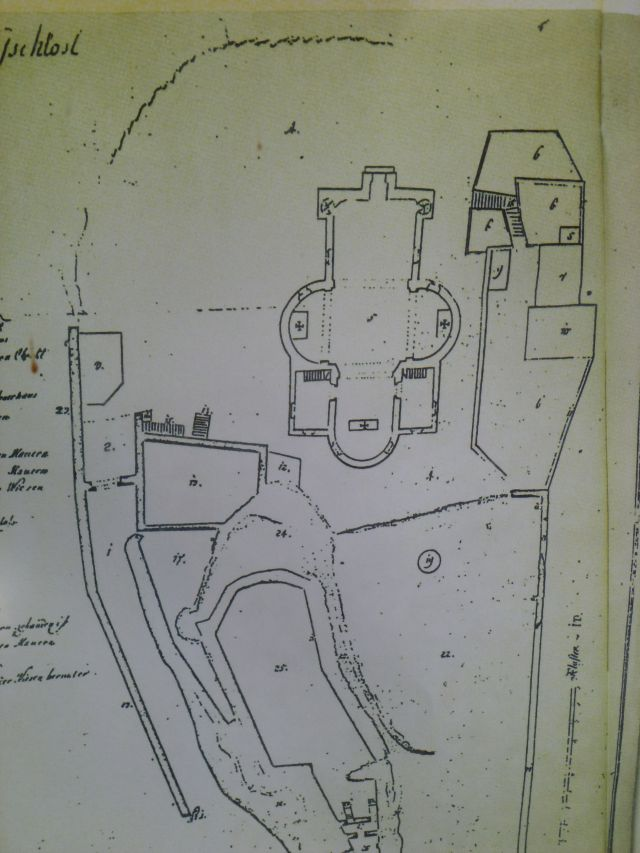
Plan des Laufener Pflegers Andreas Seethaler von 1804 mit Burgruine und Kirche

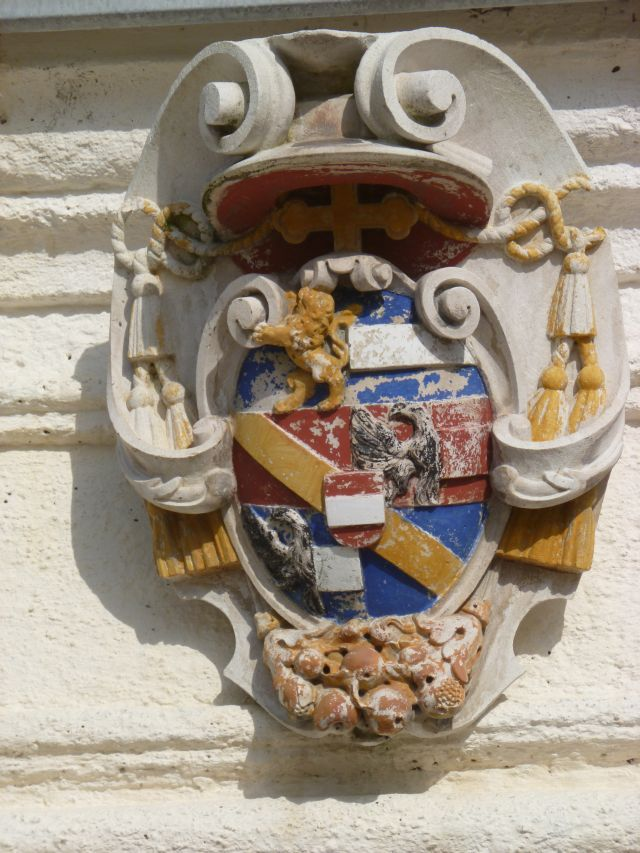
Wappen von Erzbischof Johann Ernst Thun

Urkundlich wurde 1402 eine Kapelle in der Burg Haunsperg genannt. Mit dem Verfall der Burg beschloss Erzbischof Johann Ernst von Thun den Bau einer Kirche auf eigene Kosten. 1706 begann Baumeister Jacob Huber aus Salzburg unter Verwendung von Steinen der ehemaligen Burg mit dem Kirchenbau, welcher am 18. September 1707 von Erzbischof-Koadjutor Franz Anton von Harrach geweiht wurde.
1733 wurde noch die alte Kapelle instand gesetzt, weil dorthin eine Wallfahrt entstanden war. 1758 wurde ein Mesnerhaus und etwas später das „geistliche Stöckl“ gebaut. Schon damals wurde hier (wie auch heute noch) ein Schankgewerbe ausgeübt. 1769 unterstellte Erzbischof Sigismund III. Christoph von Schrattenbach die Kirche der Hofkammer und erklärte St. Pankraz am Haunsberg zur cappella regia. Der heutige Torbau mit danebenstehendem Stöckl, dem früheren Mesnerhaus bzw. heutigem Gasthaus „Schlössl“ entstand im 18. Jahrhundert und dürfte an der Stelle des Torbaus der alten Burg stehen.
Die Kirche wurde erstmals 1962 restauriert. Auf Drängen des damaligen Pfarrers Tilman Siebertz, Pfarrer von Nußdorf (1978–2001) wurde die Kirche von 2000 bis 2004 neuerlich renoviert und mit einer Altarweihe durch Erzbischof Alois Kothgasser am 16. September 2007 abgeschlossen.
Die Renovierungsarbeiten von 2000 bis 2004 waren sehr umfangreich und brachten bei Bodenarbeiten auch neue Erkenntnisse da alte Mauerwerke entdeckt wurden (Spolien). Der damalige Landesarchäologe Fritz Moosleitner und Salzburg Museum (damals Salzburger Museum Carolino Augusteum) vertreten durch Eva Feldinger erkannten darin Grundmauern eines bislang unbekannten Renaissanceschlosses. Salzburger Erzbischöfe dürften hier nach dem Verfall der Burg der Herren Haunsperg ein Jagdschloss errichtet haben.

## Architektur
Die Kirche ist ein Beispiel für einen hochbarocken Sakralbau mit entsprechend prächtiger barocker Ausstattung. Dem kurzen Langhaus unter einem Satteldach wurden beim Zentraljoch zwei halbrund geschlossene Querschiffe beigestellt. Das kurze Chorjoch schließt mit einer Rundapsis. Am Chor wurden im Norden und Süden zweigeschoßige Sakristeien angebaut. An der Westfassade mit einer Giebelfront springt mittig der Turm teilweise vor. Das Portal zeigt das Wappen von Erzbischof Johann Ernst von Thun vom Bildhauer Bernhard Michael Mandl (1707). Über dem Wappen ist ein Ovalfenster und darüber der mehrteilige Turm mit rundbogigen Schallfenstern und barockem Zwiebelhelm. Seitlich des Turms sind in der Fassade hochrechteckige Nischen. Die Westfassade ist durch seitlich gesetzte Wendeltreppen breiter als das Langhaus. Die Fassade der Kirche ist durch Pilaster und mit einem umlaufenden stark profilierten Gesims gegliedert.
Im Kircheninneren steht das Langhaus und der Chor unter einer Segmentbogentonne mit halbrund geschlossenen Seitenapsiden. Die Vierung ist kreuzgratgewölbt. Die Fenster sind hochrechteckig. Über den barocken Sakristeitüren im Chor sind quadratische Oratoriumsfenster mit Stuckumrahmungen. Beide Sakristeien haben Flachdecken. Im Westen des Langhauses führen Türen zu den Wendeltreppen der zweigeschoßigen Westempore. Die erste Empore ist barock geschwungen mit Stuckatur. Die zweite Empore wurde 1848 eingebaut. Die Raumgliederung erfolgte mit Pilaster und einem umlaufenden stark profiliertem Kranzgesims mit einer Stuckierung vom Stuckateur Josef Schmidt (1707).
Die Glasfenster hll. Notburga und Isidor entstanden um 1950.

## Ausstattung

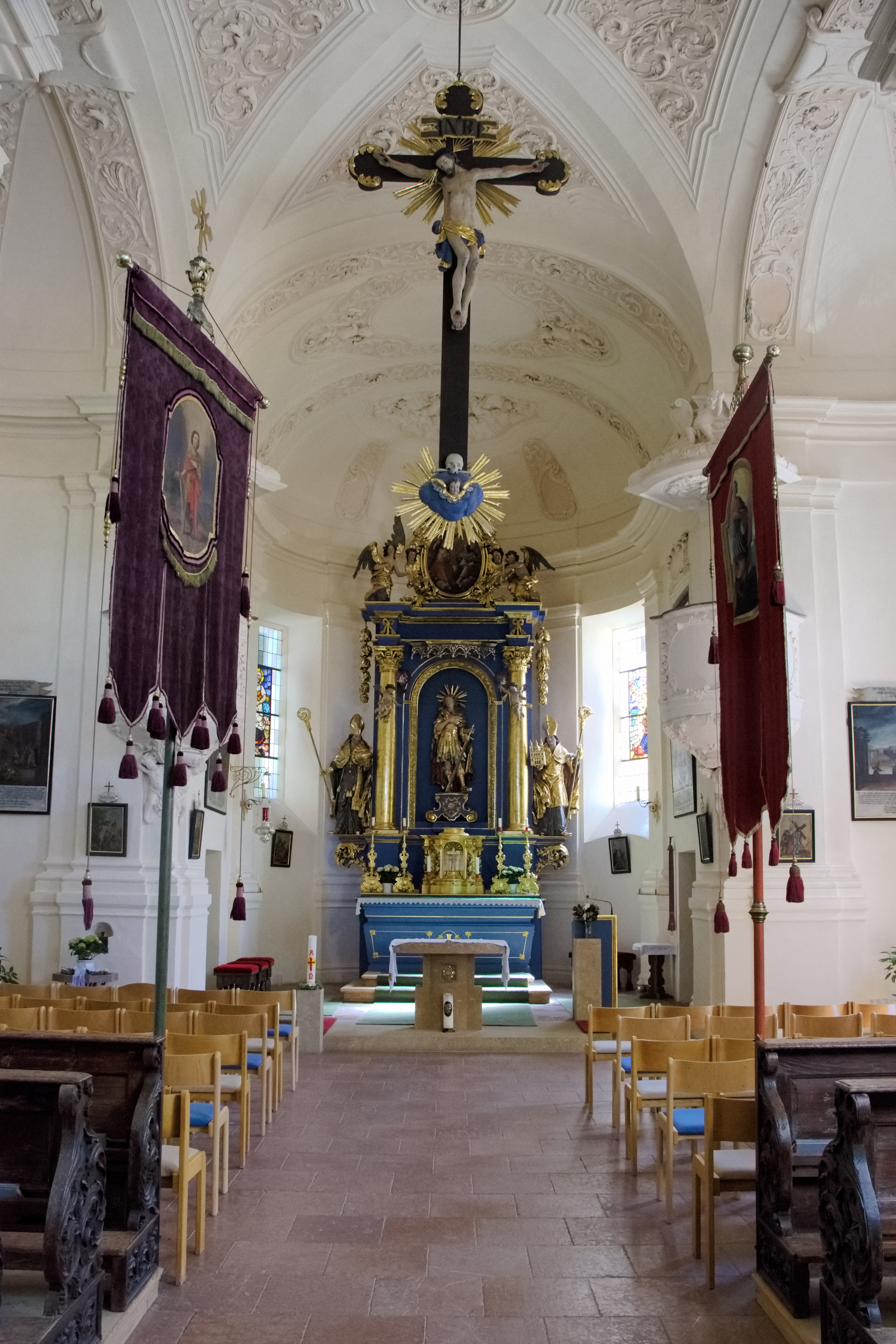
St. Pankraz am Haunsberg – Blick zum Altar

Der Hochaltar aus dem Jahr 1707 hat einen Aufbau von Tischler Balthasar Kölbl. Der Altar trägt die Mittelfigur hl. Pankraz und die seitlichen Konsolfiguren der hll. Rupert und Virgil des Bildhauers Simeon Fries und zeigt im Aufsatz das Bild Dreifaltigkeit des Malers Adam Pürkmann. Der Tabernakel ist aus 1707. Die Seitenaltäre aus 1708 mit den Aufbauten der Tischler Balthasar Kölbl und Christoph Stern tragen Figuren des Bildhauers Simeon Fries. Der linke Seitenaltar zeigt das Altarbild Geburt Christi mit den seitlichen Konsolfiguren der hll. Eustachius und Georg und im Oberbild den Wetterheiligen Johannes von Adam Pürkmann und hat ein barockes Antependium mit dem Bild hl. Antonius Eremit erscheint den Kranken. Der rechte Seitenaltar zeigt das Altarblatt hl. Antonius Eremit aus dem 17. Jahrhundert und die seitlichen Konsolfiguren der hll. Augustinus und Florian und im Oberbild den Wetterheiligen Paul von Adam Pürkmann und hat ein barockes Antependium mit dem Bild Geburt Mariens.
Es gibt zwei Kanzeln mit barockem Stuck von Josef Schmidt (1707). Es gibt ein Kruzifix und ein Vortragekreuz aus dem 18. Jahrhundert. Acht 1750 gestiftete Tafeln zeigen Szenen aus dem Leben des hl. Pankraz. Der Eisheilige Pankratius soll die Saat und die Blüten vor Kälte schützen. Die Kreuzwegbilder sind aus der 1. Hälfte des 19. Jahrhunderts. Die Kirchenbänke mit barocken Wangen schuf der Tischler Franz Lang (1709). Es gibt barocke Weihwassermuscheln für Pilger in kleinen Nischen mit Konchenabschluss seitlich des Westportals.